# Калиновская, Ирина Николаевна
Ирина Николаевна Калиновская (род. 11 июля 1954, Симферополь) — советская и украинская пианистка, органистка, вокалистка. Народная артистка Украины (2009).

## Биография
В 1978 году с отличием окончила Киевскую консерваторию (по классу фортепиано А. А. Янкевича-Янкелевича, органа — А. Н. Котляревского). Стажировалась у Ф. Клинде (Словакия), Л. Дигриса (Литва), В. Шетелиха, Л. Кремера (Германия).
Работала органисткой в Каменец-Подольском историческом музее-заповеднике. В 1978—1980 годах — солистка Хмельницкой филармонии. В 1980—1983 годах — солистка Киевского театра поэзии.
С 1983 года — главная органистка-инструменталистка Национального Дома органной и камерной музыки Украины. В 2003 году организовала цикл концертов «Иоганн Себастьян Бах и его семья», в котором многие произведения были исполнены на Украине впервые.
Является первой исполнительницей органных произведений В. Е. Назарова и Е. Ф. Станковича, композиций В. В Гончаренко, В. Н. Губы, Л. В Дычко, В. Д. Зубицкого, В. Г Кикты, С. И. Лунева, Е. А. Лёнко, В. В Полевой, В. Н. Рунчака, М. А. Шуха. Первой на Украине исполнила произведения Петра Эбена, Золтана Кодая, Зено Ванчи, органные произведения Моцарта, Шуберта, Йозефа Лабора, Густава Меркеля.
Её репертуар составляют произведения европейского барокко, классицизма, романтизма, музыки XX века, композиции И. М. Асеева, М. Ф. Колессы; транскрипции сочинений В. С. Косенко, обработки украинских народных песен Н. В Лысенко.
Выступала в странах Балтии, России, Великобритании, Италии, Польши, Германии, Словакии, Финляндии, Франции, Чехии, Швейцарии и других. Производила записи на украинском радио и телевидении, выпустила компакт-диск (1998).
Дочь Ирины Калиновской, Мария Кириллова тоже стала органисткой, лауреат международных конкурсов, выступает вместе с мамой, а также имеет свои программы.

## Заслуги
- 1982 — лауреат украинского республиканского конкурса органистов (II премия, специальный приз За лучшее музыкальное исполнение)
- 1996 — заслуженная артистка Украины
- 2009 — Народная артистка Украины